# Аффоний (митрополит Новгородский)
Митрополит Аффоний (ум. 6 апреля 1652) — митрополит Новгородский и Великолуцкий, святой Русской церкви, память совершается (по юлианскому календарю): 10 февраля (Собор святителей Новгородских), 6 апреля и в 3-ю неделю по Пятидесятнице (Собор Новгородских святых).

## Биография
Был игуменом переславского Борисо-Глебского монастыря. 8 марта 1635 года патриархом Иоасафом был хиротонисан во митрополита Новгородского. В 1639 году с благословения патриарха написал сочинение «О духовной силе благодати, невидимо подаваемой свыше действием Святого Духа в Крещении и в день Пятидесятный». В нём Аффоний обосновал принятое на Московском соборе 1619 года исключение из чина Великого освящения воды в день Богоявления слов «и огнём». В 1641 году митрополит Аффоний освидетельствовал мощи преподобного Александра Свирского, а в 1643 году совершил их перенесение в Преображенскую церковь Александро-Свирского монастыря где положил их в серебряной раке, присланной царём. В 1642 году участвовал в выборах нового патриарха. В 1643 году Аффонием иеромонах Никон (будущий Патриарх Московский и всея Руси) был возведён в сан игумена Кожеезерского Богоявленского монастыря. В 1645 году митрополит принял участие в венчании на царство царя Алексея Михайловича, который в тот же год подтвердил право новгородского владыки «ведать и судить своих архиерейских людей, и дьяков, и детей боярских, и крестьян, и всяких домовых служебников во всяких исцовых искех».
7 января 1649 года митрополит Аффоний в Москве царю Алексею Михайловичу бил «челом, чтоб государь пожаловал отпустить его в келлию, занеже ему, святителю, сущу в древней старости». Прошение было удовлетворено и по возвращении в Новгород Аффоний удалился на покой в Хутынский монастырь. Преемником Аффоний на Новгородской кафедре стал Никон.
Скончался Аффоний 6 апреля 1652 года. Его тело 11 недель не предавали погребению, ожидая архиепископа Псковского и Изборского Макария, чтобы возгласить погребение (митрополит Никон в этот период находился в Соловецком монастыре, куда он прибыл за мощами святителя Филиппа). Несмотря на жару, тело Аффония не подверглось тлению. 4 июня 1652 года святителя погребли в Мартирьевской паперти Софийского собора. Местная канонизация Аффония в Соборе Новгородских святых состоялась около 1831 года, а в 1981 году было установлено общецерковное празднование Собору.